# Медведовский, Николай Юлианович
Николай Юлианович Медведовский (1846—1895) — русский военный, полковник.

## Биография
Родился в 1846 году. Происходил из дворян Полтавской губернии. Родители его были люди обеспеченные и оставили ему в наследство довольно большие владения.
Среднее образование получил в Павловском кадетском корпусе и Павловском военном училище. 23 мая 1864 года выпущен из портупей-юнкеров корнетом в лейб-гвардейский кирасирский полк Её Величества полк.
4 апреля 1865 года был произведен в поручики. В строю он пробыл около двух лет и в 1866 году назначен старшим адъютантом штаба 1-й гвардейской кавалерийской дивизии, а 20 января 1869 года переведен в кавалергардский полк, с оставлением в должности старшего адъютанта. Осенью 1870 года Медведовский поступил в академию Генерального штаба, где в 1872 году он был произведен в штабс-ротмистры.
8 апреля 1873 года произведен в ротмистры, с зачислением по гвардейской кавалерии. 22 апреля 1873 года по окончании курса наук в академии, 6 мая зачислен опять в кавалергардский полк. С 1 сентября 1873 года по 15 апреля 1874 года находился в прикомандировании к учебному кавалерийскому эскадрону, а 10 мая 1874 года назначен командиром 2-го эскадрона кавалергардского полка.
30 июня 1876 года уволен со службы по домашним обстоятельствам в чине полковника с мундиром. Во время сербско-турецкой войны был добровольцем в рядах сербской армии. После окончания войны он вернулся в Россию и 20 января 1877 года он был вновь определен на службу подполковником, с зачислением в генеральный штаб и с назначением состоять при штабе Харьковского военного округа.
27 января он по Высочайшему повелению был командирован на Кавказ. 27 марта Медведовский был произведен в полковники, а через три дня назначен начальником штаба 3-й сводной кавалерийской дивизии. Принимал участие в русско-турецкой войне.
Георгиевский крест он получил за отличие в сражении 9 июня на Даярских высотах. Командуя рекогносцировочным отрядом, он раскрыл намерения неприятеля атаковать русский лагерь. Чтобы задержать противника и дать время русскому отряду принять оборонительное положение, он вышел во фланг турок, привлек их силы на себя и в течение 5 часов удерживал неприятеля, несмотря на то, что силы противника были в несколько раз больше.
Когда подошли русские войска Медведовский своими советами относительно расположения батареи направления резерва содействовал тому, что русские войска овладели неприятельскими укреплениям и сражение было выиграно.
После окончания войны, 6 августа 1878 года Медведовский был назначен командиром Северского драгунского полка и 8 сентября принял полк. В марте 1881 года Медведовский ездил в Петербург на погребение Императора Александра II.
Скончался 13 июля 1895 года и погребен в Москве в Данилевском монастыре.

## Награды
- Был награждён орденами Святого Георгия 4 степени, Святой Анны 2-й степени с мечами, Святого Владимира 3-й степени с мечами, а также золотой саблей с надписью «За храбрость».